# Invasion de l'Ouganda en 1977
 (juin 2023).
Si vous disposez d'ouvrages ou d'articles de référence ou si vous connaissez des sites web de qualité traitant du thème abordé ici, merci de compléter l'article en donnant les références utiles à sa vérifiabilité et en les liant à la section « Notes et références ».
 (juin 2022).
La mise en forme du texte ne suit pas les recommandations de Wikipédia : il faut le « wikifier ».
Les points d'amélioration suivants sont les cas les plus fréquents. Le détail des points à revoir est peut-être précisé sur la page de discussion.
- Les titres sont pré-formatés par le logiciel. Ils ne sont ni en capitales, ni en gras.
- Le texte ne doit pas être écrit en capitales (les noms de famille non plus), ni en gras, ni en italique, ni en « petit »…
- Le gras n'est utilisé que pour surligner le titre de l'article dans l'introduction, une seule fois.
- L'italique est rarement utilisé : mots en langue étrangère, titres d'œuvres, noms de bateaux, etc.
- Les citations ne sont pas en italique mais en corps de texte normal. Elles sont entourées par des guillemets français : « et ».
- Les listes à puces sont à éviter, des paragraphes rédigés étant largement préférés. Les tableaux sont à réserver à la présentation de données structurées (résultats, etc.).
- Les appels de note de bas de page (petits chiffres en exposant, introduits par l'outil «  Source ») sont à placer entre la fin de phrase et le point final[comme ça].
- Les liens internes (vers d'autres articles de Wikipédia) sont à choisir avec parcimonie. Créez des liens vers des articles approfondissant le sujet. Les termes génériques sans rapport avec le sujet sont à éviter, ainsi que les répétitions de liens vers un même terme.
- Les liens externes sont à placer uniquement dans une section « Liens externes », à la fin de l'article. Ces liens sont à choisir avec parcimonie suivant les règles définies. Si un lien sert de source à l'article, son insertion dans le texte est à faire par les notes de bas de page.
- La présentation des références doit suivre les conventions bibliographiques. Il est recommandé d'utiliser les modèles {{Ouvrage}}, {{Chapitre}}, {{Article}}, {{Lien web}} et/ou {{Bibliographie}}. Le mode d'édition visuel peut mettre en forme automatiquement les références.
- Insérer une infobox (cadre d'informations à droite) n'est pas obligatoire pour parachever la mise en page.

Pour une aide détaillée, merci de consulter Aide:Wikification.
Si vous pensez que ces points ont été résolus, vous pouvez retirer ce bandeau et améliorer la mise en forme d'un autre article.
L'invasion de l'Ouganda en 1977 est une tentative armée des exilés ougandais de renverser le gouvernement (en) du président Idi Amin Dada. Les exilés étaient basés au Kenya, organisés sous le nom de "Mouvement de libération de l'Ouganda", et bénéficiaient d'un soutien étranger secret. Une agence de renseignement ougandaise et un membre du groupe rebelle ont affirmé qu'Israël soutenait les insurgés, mais cela n'a pas été confirmé de manière indépendante. Le gouvernement ougandais a été informé au préalable des plans des rebelles. L'invasion a par conséquent échoué lorsque les rebelles ont été confrontés et vaincus par l'armée ougandaise après avoir traversé la frontière entre le Kenya et l'Ouganda en octobre 1977. Idi Amin Dada est resté au pouvoir jusqu'à son renversement pendant la guerre ougando-tanzanienne.

## Contexte
En 1971, un coup d'État militaire a renversé le président de l'Ouganda, Milton Obote. Le colonel Idi Amin Dada s'est installé comme nouveau président ougandais et a dirigé le pays sous une dictature répressive. Après le coup d'État, Idi Amin Dada a lancé des purges de ses ennemis, et a habilité ses propres partisans à consolider son régime. L'armée du pays, officiellement connue sous le nom d'Uganda Army (en) (UA), a été la plus touchée par cette évolution. Une grande partie de ses dirigeants a été tuée ou expulsée, tandis que des membres de groupes ethniques et religieux favorables à Idi Amin Dada ont été recrutés et promus en masse. Il a également créé une nouvelle agence de renseignement, la State Research Bureau (en) (SRB) qui exploitait un vaste réseau d'informateurs.
Des dizaines de milliers d'ougandais ont fui en exil pendant le règne d'Idi Amin Dada, ainsi que certains groupes politiques et militants organisés dans le but de le renverser. La majeure partie de l'opposition armée était basée en Tanzanie, qui avait soutenu l'ancien président Obote et était le plus favorable au mouvement anti-Amin. Cependant, une dizaine de milliers d'exilés vivaient au Kenya, un pays qui tentait généralement d'éviter les conflits avec l'Ouganda et désapprouvait par conséquent les activités anti-Amin. Malgré cela, au moins une douzaine de groupes d'exilés clandestins ont émergé au Kenya au fil des ans. Ils sont généralement restés plutôt faibles et fracturés, en partie à cause de la répression kenyane de leur travail et de leur appartenance à des mouvements politiques rivaux. Comme la plupart des groupes d'exilés au Kenya étaient pro-occidentaux, contrairement à de nombreux exilés en Tanzanie, ils bénéficiaient d'un soutien discret des États-Unis, du Royaume-Uni et d'Israël. Les exilés kenyans ont également été aidés par des organisations chrétiennes, certains partis politiques d'Europe occidentale et d'autres "mécènes inhabituels" tels que l'évangéliste américain Billy Graham, des vendeurs d'armes internationaux et la mafia italienne.

## Complot et invasion du Mouvement de libération de l'Ouganda
En 1976, des exilés basés à Nairobi ont formé la "Uganda Society", dirigée par Martin Aliker (en) et Yusufu Lule. Le groupe a demandé des armes et une formation aux États-Unis et à Israël, rencontrant même le secrétaire d'État américain Henry Kissinger. Sur la base de leurs enquêtes, les journalistes Tony Avirgan et Martha Honey (en) ont conclu que ce lobbying avait abouti à la formation du "Mouvement de libération de l'Ouganda" en 1977. Ce groupe n'était pas soutenu par le gouvernement kenyan, mais avait obtenu un certain soutien étranger et un accès à des armes. Avirgan et Honey n'ont pas été en mesure de vérifier si des mercenaires étrangers ont aidé les rebelles. Un membre du Mouvement de libération de l'Ouganda a affirmé que les combattants du groupe s'étaient entraînés en Israël, mais ses déclarations ont été mises en doute par d'autres exilés. Le State Research Bureau a pris connaissance des plans du Mouvement de libération de l'Ouganda. L'agence de renseignement a conclu que la force rebelle comprenait des "commandos" formés par Israël et était soutenue par des personnes à l'intérieur de l'Ouganda, dont l'officier de l'armée John Ruhinda, ainsi que des mercenaires étrangers d'Israël, d'Afrique du Sud et du Royaume-Uni. Le SRB pensait que les rebelles prévoyaient de se réinstaller en Tanzanie d'où ils lanceraient une invasion. Avirgan et Honey ont décrit ces conclusions comme "un mélange de faits et de fantaisie", bien que généralement conformes aux rapports des exilés.
Même si le gouvernement ougandais avait été averti par le SRB du complot rebelle et était préparé, l'invasion du Mouvement de libération de l'Ouganda ne s'est pas déroulée exactement comme l'agence de renseignement l'avait prédit. Les insurgés ne se sont pas déplacés en Tanzanie avant de commencer leur attaque, traversant plutôt la frontière entre l'Ouganda et le Kenya en octobre 1977. Cependant, les rebelles ont été rapidement repérés par des soldats de l'armée ougandaise qui ont ouvert le feu. Quelques militants du Mouvement de libération de l'Ouganda ont été tués ou capturés, mais la plupart se sont simplement enfuis.

## Conséquences
Même s'il n'avait offert aucun soutien aux rebelles, le gouvernement kenyan aurait été déçu de l'échec de l'invasion. Il a par conséquent continué à entraver les activités des exilés anti-Amin, mais les exilés ont continué à s'organiser et à comploter contre le gouvernement ougandais depuis le Kenya. Amin a été renversé pendant la guerre ougando-tanzanienne de 1978–79. Des exilés ougandais, y compris des groupes basés au Kenya, ont soutenu les tanzaniens pendant le conflit. Le partisan allégué du Mouvement de libération de l'Ouganda, John Ruhinda, a rejoint l'Armée de libération nationale de l'Ouganda pro-tanzanienne pendant la guerre ougando-tanzanienne. 